# Lars Eriksson (calciatore 1926)
Lars Eriksson (Hofors, 6 febbraio 1926 – Hofors, 1º febbraio 1994) è stato un calciatore svedese, di ruolo centrocampista.

## Carriera

### Club
Ha trascorso l'intera carriera tra Svezia e Francia.

### Nazionale
Con la Nazionale svedese ha preso parte ai Giochi Olimpici del 1952.